# Antall József Emlékbizottság és Baráti Társaság
Az Antall József Emlékbizottság és Baráti Társaság 1994-ben létrehozott, ma már közhasznú szervezet.

## Célja és tevékenysége
A néhai miniszterelnök, Antall József eszmei, szellemi hagyatékának, szellemiségének és tiszteletének a mindennapi közgondolkodásban való ébrentartása. Antall Józseffel kapcsolatos szellemi és tárgyi emlékek számbavétele, nyilvántartása valamint szellemi örökségének bemutatása közéleti aktivitás kifejtésével, tudományos igényű, illetőleg ismeretterjesztő jellegű rendezvények lebonyolításával.
Antall József eszmeiségének megfelelő gondolkodású fiatalok képzésének támogatása.
Antall József szellemi örökségének számbavételét, közzétételét és a képzési tevékenységet segítő kiadványok, audiovizuális adathordozók megjelentetése.
A Baráti Társaság évente kétszer, Antall József születése (április 8.) és halálának napján (december 12.) rövid, de méltó megemlékezést szervez a néhai miniszterelnök úr sírjánál, valamint megemlékező találkozót tart az Egyesület székhelyén.
Feladata Antall József szellemiségének megfelelően az emberi és állampolgári jogok védelmének képviselete az Egyesület lehetőségeinek keretein belül valamint Antall József politikai hitvallásának megfelelően az euroatlanti integráció elősegítése, a magyarországi nemzeti és etnikai kisebbségekkel, valamint a határon túli magyarsággal kapcsolatos, az Egyesület lehetőségei által biztosított tevékenység.

## Programjai
„Modell és Valóság – előadássorozat az Antall-kormány hivatalba lépésének 20. évfordulóján” címmel sorozatot indított az 1990. május 23-án megalakuló első, szabadon választott országgyűlés által megválasztott kormányra emlékezve.
Magyarország szuverenitásának évfordulója alkalmából a Társaság minden évben ünnepséget rendez a Somlón.

## Az elnökség
- Juhász Judit, újságíró, az Antall- és Boross-kormányok általános szóvivője (elnök)[3]
- Antall Péter, fotóriporter, Antall József fia
- Dr. Erdődy Gábor, történész, a Magyar Köztársaság bonni, majd vatikáni nagykövete, az ELTE nemzetközi kapcsolatokért felelős rektor-helyettese[4]
- Dr. Forrai István, közgazdász, Antall József titkárságvezetője, helyettes államtitkár[5]
- Dr. Grósz András, történész
- Huber Szebasztián, történész
- Dr. Jeszenszky Géza, történész, az Antall- és Boross-kormányok külügyminisztere, a Magyar Köztársaság washington, majd norvégiai és izlandi nagykövete (a Társaság volt elnöke)
- Dr. Marinovich Endre, az Antall- és Boross-kormányok kabinetfőnöke (a Társaság volt elnöke)[6]
- Dr. Kajdi József jogász[7]
- Pavlics Tamás, andragógus, hittanár [8]

## Külső hivatkozás
- Az Antall József Baráti Társaság honlapja